# Chance (Big Country)
Chance is een nummer van de Schotse rockband Big Country uit 1983. Het is de vierde en laatste single van hun debuutalbum The Crossing.
Het nummer werd een hitje op de Britse eilanden, in Nieuw-Zeeland en het Nederlandse taalgebied. In het Verenigd Koninkrijk bereikte het de 9e positie. In zowel de Nederlandse Top 40 als in de Vlaamse Radio 2 Top 30 wist het nummer de 14e positie te bereiken.